# Occasjapyx americanus
Occasjapyx americanus är en urinsektsart som först beskrevs av MacGillivary 1893.  Occasjapyx americanus ingår i släktet Occasjapyx och familjen Japygidae. Inga underarter finns listade i Catalogue of Life.